# 1708 en Écosse
Pour un article plus général, voir Chronologie de l'Écosse.
Cet article traite des événements qui se sont produits durant l'année 1708 en Écosse.

## Gouvernements
- Secrétaire d'État pour l'Écosse: Comte de Mar

### Officiers de justice
- Lord Advocate – Sir James Stewart
- Solliciteur général pour l'Écosse – William Carmichael

### Judiciaire
- Lord President of the Court of Session – Lord North Berwick
- Lord Justice General – Lord Tarbat
- Lord Justice Clerk – Lord Ormiston

## Événements
- 11 mars – La Reine Anne refuse la sanction royale du projet de loi sur la milice écossaise, c'est la dernière fois qu'un monarque britannique oppose son veto à la législation.
- 23 mars – James Francis Edward Stuart tente sans succès de débarquer à Burntisland sur le Firth of Forth avec une flotte française[1].
- 30 avril – 7 juillet – Élection générale britannique: les circonscriptions écossaises de Westminster sont utilisées pour la première fois.
- 1 mai – Suppression du Conseil privé d'Écosse[2].
- La loi sur la trahison harmonise le droit de la Haute trahison en Écosse avec celui de l'Angleterre.
- Chaires de philosophie morale et de logique et métaphysique établies à l'University of Edinburgh. Système régent d'enseignement ici aboli[2].

## Naissances
- 15 février – Alexander Hume-Campbell, noble et homme politique (mort en 1760)
- 8 mars – John Campbell, auteur (mort en 1775)
- Thomas Gillespie, pasteur presbytérien et fondateur de Relief Church (mort en 1774)
- Date probable – William Guthrie, historian (mort en 1770)

## Décès
- 21 juin – John Hamilton, 2e Lord Belhaven et Stenton, homme politique anti-Union (né en 1656; mort à Londres)
- 10 octobre – David Gregory, mathématicien et astronome (né en 1659)
- 16 novembre – Alexander Edward, ministre épiscopalien, architecte et paysagiste (né en 1651)